# Шкварчук, Владимир Михайлович
Владимир Михайлович Шкварчук (22 октября 1940, Долина, Станиславская область — 4 июня 2015, Чернигов) — украинский писатель
, публицист. Член Национального союза писателей Украины, член литературного союза «Чернигов».

## Биография
Учился в Коломыйском техникуме механической обработки древесины и Криворожском горно-техническом училище. Работал рабочим в Московской картографической экспедиции на Урале, рудниках Кривого Рога, различных монтажно-строительных организациях Кавказа, Киева и Чернигова. Много лет был консультантом научно-редакционного подразделения Черниговской облгосадминистрации.
Именно в Чернигове проявился талант Шкварчука как новеллиста, публициста, критика, юмориста, сказочника. Его рассказы, очерки, юморески появились на страницах газеты «Комсомольская закалка» и других периодических изданий сорок лет назад.
В 1992 году вместе с коллегами открыл журнал «Чернигов» (с 1993 года выходит под названием «Литературный Чернигов»).
С 1993 года писатель является научным консультантом научно-редакционного подразделения при редколлегии по написанию книги «Реабилитированные историей». Исследователь преступлений коммунистического тоталитаризма.
С 1998 года — член Союза писателей Украины.

## Награды
В 2007 году новеллист награждён орденом «За заслуги» ІІІ степени (Указ Президента Украины № 1123/2007).
Лауреат областной премии им. Б. Гринченко, Всеукраинской литературной премии им. Михаила Коцюбинского — за художественные произведения для детей, Всеукраинской премии им. В. Марченко — за публикации очерков, созданных на основе изучения архивов ВУЧК-ГПУ-НКВД-КГБ в Черниговской области, международной журналистской премии им. В. Стуса — за отстаивание права человека на свободу слова.

## Работы
- Бунт земли: (Художественно-краеведческая работа, основана на архивных материалах). — Чернигов: РВВ упр. по печати, 1994. — 63 с.
- Голодомор 1932-33 годов на Черниговщине: Из-под грифа «Совершенно секретно». — Чернигов, 1999. — 99 с. (рус.)
- На казарменном положении (очерки по истории Черниговщины довоенных лет). — Чернигов: Черниговские обереги, 2008. — 226 с.
- Ядовитые вопросы: Заметки дилетанта. — Чернигов: Просвещение, 2000. — 28 с.
- Привитая ветка: (Евреи в арх. ВУЧК-ГПУ-НКВД-КГБ по Черниг. обл.). — Чернигов, 1999. — 71 с.